# 文藝春秋 (雑誌)
『文藝春秋』（ぶんげいしゅんじゅう）は、株式会社文藝春秋が発行する月刊雑誌（総合誌）である。

## 概要

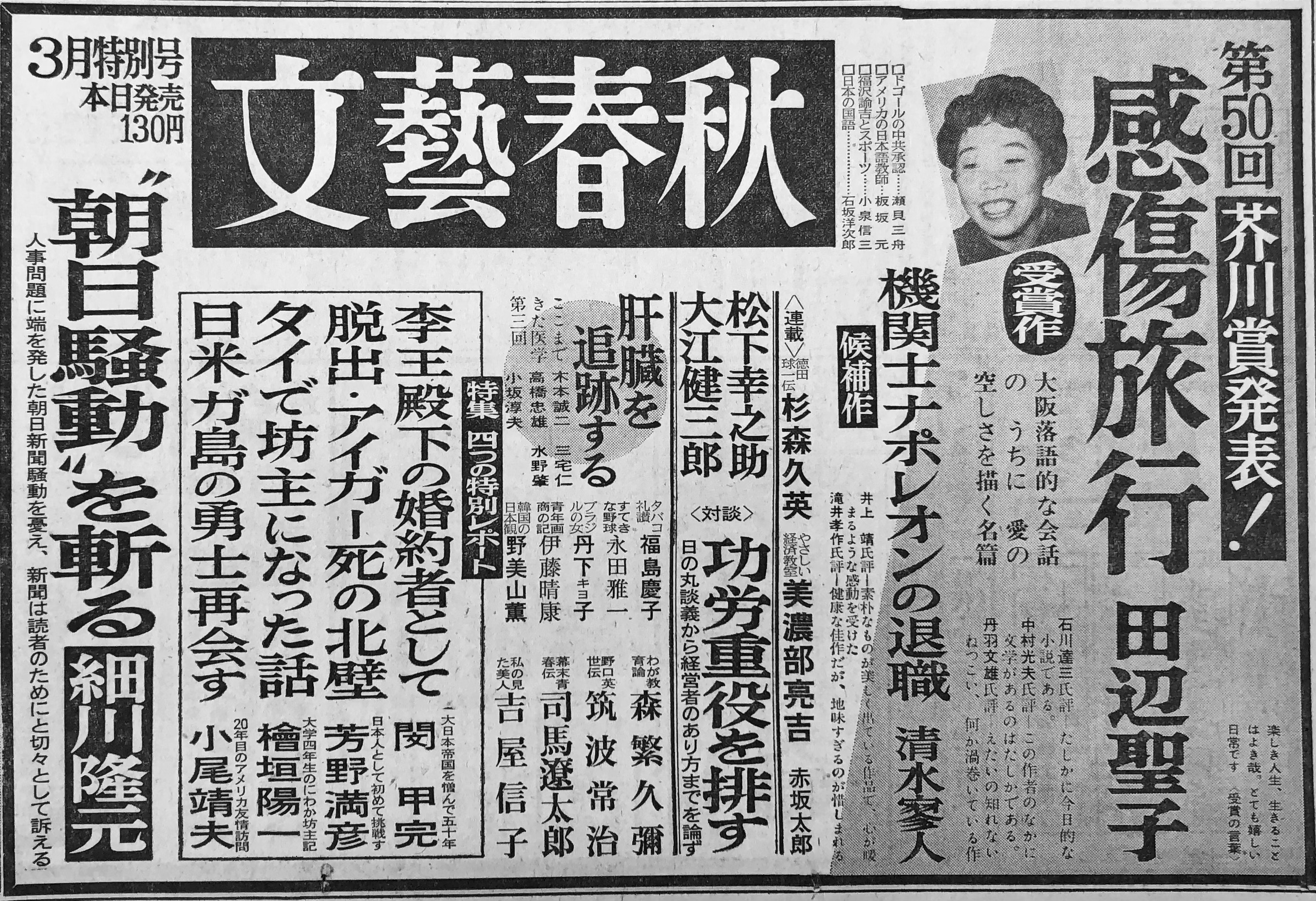
1964年3月特別号の新聞広告

1923年（大正12年）1月、菊池寛が私財を投じて創刊した。実際の発売は前年の暮れである。
価格は1部10銭、部数は3000部、発売元は春陽堂であった。誌名の由来は菊池が『新潮』で連載していた文芸時評のタイトルから来ている。その後、関東大震災の影響で印刷済みの同年9月号が焼失したため休刊となったものの、順調に部数を伸ばした。また「座談会」という言葉を初めて用いた。1930年代には、文芸雑誌から総合雑誌へと、性格を変えた。また、芥川賞受賞作の掲載誌としても権威を高めた。
敗戦占領期には、菊池が戦争責任を問われ公職追放となり、一時廃刊の危機にあったが、池島信平・鷲尾洋三が編集長となり佐々木茂索を社長として「文藝春秋新社」として再発足。
毎月10日発売（発行日は1日）。判型はA5判、ページ数は通常は約450ページ。目次は折り畳み式。カバージャンルは政治、経済、経営、社会、歴史、芸能、軍事、皇室、教育、医療、スポーツと多岐に及んでいる。政治家、研究者、実業家、ジャーナリスト、ノンフィクション作家、評論家による論文や記事が、毎号三十本ほど掲載される。日本国外でも在外日本人や知日派外国人などを中心に定期購読者を持つ。
創刊時は倉田百三、島田清次郎などの女学生に人気のあった作家のゴシップを掲載する記事も多く見られた。1970年代前半までは菊池寛時代の名残から作家の人物批評やゴシップ記事が何度も取り上げられたことがあったが、1980年代に入ると出版社の肥大化によって商業主義的色彩を強めざるをえなくなりこうした記事は一切見られなくなった。近頃は読者層の高齢化に合わせてか、団塊の世代が好む昭和史回想などを組むことが多い。2021年時点では「読者の中心は50代から80代」と公称している。
複数の文学賞を主催・運営しており、2月号で文藝春秋読者賞、3月号と9月号で芥川賞、6月号で大宅壮一ノンフィクション賞、7月号で松本清張賞、12月号で菊池寛賞の受賞者が発表される。
特に芥川賞の時は、販売部数が大きく増大する。受賞作として20代になったばかりの金原ひとみ『蛇にピアス』や綿矢りさ『蹴りたい背中』を掲載した2004年3月号、ピース・又吉直樹『火花』と羽田圭介『スクラップ・アンド・ビルド』を掲載した2015年9月特別号は、それぞれ100万部を超える記録的な発行部数となった。
書店や売店で掲示する最新号の宣伝広告は、黒と朱色の2色刷で、2018年（平成30年）までは文字が全て手書きの毛筆であった。
文藝春秋の看板出版物であることから、社内では「本誌」と通称されている。

### 論調
保守的な論調を基調とするため、日本共産党、社会民主党など左派政党には批判的な立場を取り、非時事コラムでもこれらの政党政治家の文章はあまり掲載はされない。しかし、瀬戸内寂聴、澤地久枝、坂本龍一、森村誠一など左派系の作家・進歩的文化人（九条の会賛同者）の寄稿が掲載されることは珍しくない。

### 発行部数上位の号
| 号数            | 部数        | 備考 | 出典        |
| --------------- | ----------- | --- | ----------- |
| 2004年3月号     | 118万5000部 | 金原ひとみ『蛇にピアス』、綿矢りさ『蹴りたい背中』を掲載                                                               | [ 5 ]       |
| 2015年9月特別号 | 110万3000部 | 又吉直樹『火花』、羽田圭介『スクラップ・アンド・ビルド』を掲載 特装版5万3000部を含む 電子雑誌版も1万ダウンロードを突破 | [ 6 ]       |
| 1990年12月号    | 105万部     | 『昭和天皇独白録』を掲載                                                                                               | [ 5 ] [ 7 ] |
| 1976年9月号     | 100万部     | 村上龍『限りなく透明に近いブルー』を掲載                                                                               | [ 7 ]       |
| 1977年9月号     | 100万部     | 三田誠広『僕って何』、池田満寿夫『エーゲ海に捧ぐ』を掲載                                                               | [ 7 ]       |

## 国民雑誌
「国民雑誌」と評されることがあり、毎日新聞社実施の『全国読書世論調査』「買って読む」「いつも読む」の両方で1950年（昭和25年）、1951年（昭和26年）以後「群を抜いている」。平均実売数が50万部から80万であり、『中央公論』の1954年（昭和29年）以後の最大実売数14万部弱であるから、隔絶している。
| 実施年 | 世界       | 中央公論 | 改造     | 文藝春秋 |
| ------ | ---------- | -------- | -------- | -------- |
| 1947   | 調査無し   | 調査無し | 調査無し | 調査無し |
| 1948   | 24位       | 14位     | 15位     | 8位      |
| 1949   | ランク圏外 | 12位     | 13位     | 8位      |
| 1950   | 26位       | 10位     | 12位     | 3位      |
| 1951   | 23位       | 11位     | 13位     | 1位      |
| 1952   | 21位       | 9位      | 13位     | 2位      |
| 1953   | 16位       | 11位     | 17位     | 2位      |
| 1954   | 15位       | 11位     | 19位     | 2位      |
| 1955   | 15位       | 12位     | 廃刊     | 2位      |
| 1956   | 18位       | 12位     | 廃刊     | 2位      |
| 1957   | 18位       | 11位     | 廃刊     | 2位      |
| 1958   | ランク圏外 | 12位     | 廃刊     | 3位      |
| 1959   | 19位       | 10位     | 廃刊     | 3位      |
| 1960   | 19位       | 9位      | 廃刊     | 2位      |
| 1961   | 19位       | 15位     | 廃刊     | 2位      |
| 1962   | 19位       | 11位     | 廃刊     | 2位      |
| 1963   | 29位       | 12位     | 廃刊     | 2位      |
| 1964   | 20位       | 10位     | 廃刊     | 2位      |
| 1965   | 23位       | 12位     | 廃刊     | 1位      |
| 1966   | 19位       | 9位      | 廃刊     | 1位      |
| 1967   | 17位       | 10位     | 廃刊     | 1位      |
| 1968   | 21位       | 10位     | 廃刊     | 1位      |
| 1969   | 調査無し   | 調査無し | 廃刊     | 調査無し |
| 1970   | 25位       | 25位     | 廃刊     | 1位      |
| 1971   | 23位       | 13位     | 廃刊     | 1位      |
| 1972   | 27位       | 12位     | 廃刊     | 2位      |
| 1973   | 29位       | 14位     | 廃刊     | 1位      |
| 1974   | ランク圏外 | 17位     | 廃刊     | 1位      |
| 1975   | 調査無し   | 調査無し | 廃刊     | 調査無し |
| 1976   | 調査無し   | 調査無し | 廃刊     | 調査無し |
| 1977   | 調査無し   | 調査無し | 廃刊     | 調査無し |
| 1978   | 調査無し   | 調査無し | 廃刊     | 調査無し |
| 1979   | 調査無し   | 調査無し | 廃刊     | 調査無し |
| 1980   | 調査無し   | 調査無し | 廃刊     | 調査無し |
| 1981   | 調査無し   | 調査無し | 廃刊     | 調査無し |
| 1982   | 調査無し   | 調査無し | 廃刊     | 調査無し |
| 1983   | 調査無し   | 調査無し | 廃刊     | 調査無し |
| 1984   | 調査無し   | 調査無し | 廃刊     | 調査無し |
| 1985   | 調査無し   | 調査無し | 廃刊     | 調査無し |
| 1985   | 調査無し   | 調査無し | 廃刊     | 調査無し |

| 実施年 | 世界       | 中央公論   | 改造 | 文藝春秋 |
| ------ | ---------- | ---------- | ---- | -------- |
| 1947   | 2位        | 3位        | 5位  | 6位      |
| 1948   | 13位       | 15位       | 12位 | 7位      |
| 1949   | 22         | 12位       | 13位 | 8位      |
| 1950   | 26位       | 10位       | 13位 | 3位      |
| 1951   | 22位       | 12位       | 14位 | 2位      |
| 1952   | ランク圏外 | 9位        | 14位 | 1位      |
| 1953   | 18位       | 12位       | 19位 | 3位      |
| 1954   | 16位       | 12位       | 18位 | 3位      |
| 1955   | 18位       | 13位       | 廃刊 | 3位      |
| 1956   | 20位       | 12位       | 廃刊 | 3位      |
| 1957   | 19位       | 12位       | 廃刊 | 3位      |
| 1958   | ランク圏外 | 12位       | 廃刊 | 4位      |
| 1959   | 20位       | 10位       | 廃刊 | 4位      |
| 1960   | 20位       | 10位       | 廃刊 | 2位      |
| 1961   | 19位       | 11位       | 廃刊 | 2位      |
| 1962   | 22位       | 12位       | 廃刊 | 2位      |
| 1963   | 33位       | 13位       | 廃刊 | 2位      |
| 1964   | 22位       | 12位       | 廃刊 | 1位      |
| 1965   | 23位       | 12位       | 廃刊 | 1位      |
| 1966   | 22位       | 10位       | 廃刊 | 1位      |
| 1967   | 18位       | 10位       | 廃刊 | 1位      |
| 1968   | 24位       | 9位        | 廃刊 | 1位      |
| 1969   | 22位       | 9位        | 廃刊 | 1位      |
| 1970   | 27位       | 17位       | 廃刊 | 1位      |
| 1971   | 27位       | 12位       | 廃刊 | 1位      |
| 1972   | 27位       | 15位       | 廃刊 | 2位      |
| 1973   | 31位       | 11位       | 廃刊 | 1位      |
| 1974   | ランク圏外 | 18位       | 廃刊 | 1位      |
| 1975   | 37位       | 17位       | 廃刊 | 1位      |
| 1976   | 50位       | 27位       | 廃刊 | 1位      |
| 1977   | 47位       | 16位       | 廃刊 | 1位      |
| 1978   | ランク圏外 | 27位       | 廃刊 | 1位      |
| 1979   | 調査無し   | 調査無し   | 廃刊 | 調査無し |
| 1980   | 調査無し   | 調査無し   | 廃刊 | 調査無し |
| 1981   | ランク圏外 | 21位       | 廃刊 | 1位      |
| 1982   | ランク圏外 | 35位       | 廃刊 | 1位      |
| 1983   | ランク圏外 | ランク圏外 | 廃刊 | 1位      |
| 1984   | ランク圏外 | 39位       | 廃刊 | 1位      |
| 1985   | ランク圏外 | ランク圏外 | 廃刊 | 1位      |
| 1985   | ランク圏外 | ランク圏外 | 廃刊 | 1位      |

## 編集長
※ 歴代ではなく一部である。
- 菊池寛
- 菊池武憲
- 花房満三郎（1939年 - 1942年）
- 藤澤閑二（1942年 - 1943年）
- 花房満三郎（1943年 - 1944年）
- 藤澤閑二（1944年 - 1945年）
- 永井龍男（1945年 - 1946年）
- 鷲尾洋三（1946年 - 1951年）
- 池島信平（1948年 - 1950年）
- 車谷弘（1951年 - 1954年）
- 上林吾郎（1954年 - 1956年）[注釈 3]
- 池島信平（1956年 - 1957年、二度目の就任）
- 田川博一（1957年 - 1961年）
- 安藤直正（1961年 - 1963年）
- 小林米紀（1963年 - 1967年）
- 樫原雅春（1967年 - 1968年）
- 杉村友一（1968年 - 1972年）
- 田中健五（1972年 - 1977年）
- 半藤一利（1977年 - 1979年）
- 安藤満（1979年 - 1982年）[注釈 4]
- 岡崎満義（1982年 - 1984年）[10]
- 堤堯（1984年 - 1988年）
- 白石勝（1988年 - 1991年）[注釈 5]
- 白川浩司（1991年 - 1994年）[11]
- 中井勝（1994年 - 1996年）
- 笹本弘一（1996年 - 1997年）
- 平尾隆弘（1997年 - 2000年）[注釈 6]
- 松井清人（2000年 - 2003年）[注釈 7]
- 飯窪成幸（2003年 - 2009年）
- 鈴木洋嗣（2009年 - 2010年）
- 木俣正剛（2010年 - 2012年）[12]
- 島田真（2012年 - ）

## 内容

### 常時連載
- 日本の顔 - モノクログラビアで、その時々の話題の人物を紹介する。
- 小さな大物 - 各界の著名人の子供・若年期の写真を掲載。
- 同級生交歓 - 同じ学校出身の著名人による対談。連載の一部を2006年（平成18年）に文春新書から刊行。
- 巻頭随筆 - 10人の著名人による、四段組の短いエッセイ。同時に短歌、俳句、詩も掲載される。戦前から掲載。
- 丸の内コンフィデンシャル - 経済、金融、実業家の情報。無記名。
- 霞が関コンフィデンシャル - 官僚、政治家の情報。無記名。
- 文春LOUNGE - カラー写真で様々な最新の流行、商品を紹介。
- 新聞エンマ帖 - 無記名の新聞批評。「朝日新聞」、「読売新聞」、「毎日新聞」、「産経新聞」、「東京新聞」、「日本経済新聞」を批評する。
- オヤジとおふくろ - 各界の著名人が自分の親への思いを語る。
- 赤坂太郎：政局ドキュメント - 複数の政治部記者が持ち回りで書いている匿名コラムである。
- BOOK倶楽部 - 書評。評者は麻木久仁子、猪木武徳、佐倉統、佐藤優、本郷和人ほか。
- 新書一点賭け - 日垣隆、次に水木楊が話題の新書1冊を論じる。
- 本屋探訪 - 全国各地の書店を紹介。
- 今月買った本 - 2009年（平成21年）は池上彰、角田光代、野口悠紀雄、平松洋子の4人が1ヶ月間に購入した本の内訳を語る。
- 映画漫歩 - 無記名の映画批評。4本の最新作を解説。
- わたしの映画スタア - 各界の著名人が自分の好きな映画俳優、女優を語る。
- 三人の卓子 - 読者による投稿。
- 蓋棺録 - 直近に死去した著名人への追悼文集。1984年（昭和59年）開始。
- 社中日記 - 無記名の日記。編集部内のさなざまなエピソードを紹介。
- 表紙絵 松村公嗣（2011年（平成23年）から）、※かつては順に安井曾太郎、杉山寧、髙山辰雄、平松礼二

### 連載評論・コラム（抜粋）
- 塩野七生「日本人へ」 - 巻頭随筆中でも特別な連載、保守的な立場からの社会時評。
- あさのあつこ「おとなの絵本館」
- 坪内祐三「人声天語」 - 社会時評
- 江上剛「アジア・ビジネス最前線」
- 芝山幹郎「スターは楽し」 - 往年の映画スターの知られざるエピソードを紹介。
- 鴨下信一「昭和のことば」
- 東嶋和子「新・養生訓」
- 岩崎元郎「悠々山歩き」

### 過去の著名な連載作品
- 巻頭随筆
  - 芥川龍之介「侏儒の言葉」 - 菊池寛の勧誘を受け、創刊号から1925年11月号まで掲載。
  - 小泉信三「座談おぼえ書き」 - 1963年9月号から1967年7月号まで。
  - 田中美知太郎「自由のきびしさ」 - 1972年7月号から1977年12月号まで。他記事でも常連。
  - 林健太郎「ものに即する心」 - 1981年1月号から1982年12月号まで。他記事でも常連。
  - 司馬遼太郎「この国のかたち」 - 日本歴史論。1986年3月号から1996年4月号まで。対談等でも常連だった。
  - 阿川弘之「葭の髄から」 - 1997年5月号から2010年9月号まで。社会時評や、身辺雑記など。
  - 立花隆「日本再生」 - 2011年5月号から2019年5月号まで。
- 回想記
  - 浅利慶太「時の光の中で」
  - 小林信彦「テレビの黄金時代」
  - 石原慎太郎「わが人生の時の人々」
- 小説
  - 松本清張「小説帝銀事件」「空の城」- 菊池寛を尊敬していた為、晩年まで好んで寄稿し続けた。
  - 井上靖「蒼き狼」「おろしや国酔夢譚」
  - 山崎豊子「大地の子」「運命の人」
  - 村上龍「希望の国のエクソダス」
  - 藤沢周平「漆の実のみのる国」 - 最後の長編作品
  - 宮城谷昌光「三国志」‐10年間の長期連載
- 評論・ノンフィクション
  - 松本清張「日本の黒い霧」
  - 立花隆「日本共産党の研究」
  - 山本夏彦「笑わぬでもなし」
  - 柳田邦男「がん50人の勇気」
  - 村上春樹「ポスト・アンダーグラウンド」
  - 福田和也「昭和天皇」- 生誕から講和時までの昭和天皇の評伝。

## 話題となった記事
- 1974年11月特別号で、田中健五編集長は「田中政権を問い直す」という特集を組み、立花隆「田中角栄研究－その金脈と人脈」と児玉隆也「淋しき越山会の女王」の2つのレポートを掲載する（田中金脈問題）。これが、田中角栄内閣を退陣へと追い遣るきっかけになった。
- 1986年10月号で、文部大臣だった藤尾正行が、日韓関係ほかの歴史認識について自説を述べた。刊行直前から話題になり、与党・自民党の一部からも辞職を求められたが拒絶、本人の意思により「罷免」となった。この号も追加増刷された。11月号に続篇を掲載した。翌年文藝春秋読者賞を受賞した。
- 1990年12月号に「昭和天皇の独白8時間 太平洋戦争の全貌を語る」を掲載。発行部数は105万部を記録[13]。翌年に『昭和天皇独白録 付寺崎英成・御用掛日記』を、のちに文春文庫（昭和天皇独白録のみ）でも刊行した。
- 2004年3月号に、第130回芥川賞の受賞作が掲載された。金原ひとみと綿矢りさという同賞史上最年少者の受賞作で、初回刷数が80万部[要出典]、最終的には過去最高の118万5000部を発行した[13]。
- 2015年9月号に、第153回芥川賞の受賞作が掲載された。お笑いコンビピースの又吉直樹『火花』が受賞したことにより、初版92万3000部、累計発行部数は110万3000部に達した[14]。
- 2021年9月号で、台湾の蔡英文総統(当時)のインタビューを掲載した。蔡が台湾国外メディアの単独インタビューに応じたのは、2020年1月のBBC以来、約1年半ぶりである[15]。蔡はリモート形式で、新型コロナウイルス感染症への対策や台米日関係、中台関係、香港情勢、台湾の半導体産業の発展、国際社会への参加、地域の安全保障、経済発展など、多岐にわたる質問に答えた[16][17]。蔡は、「北京政府は台湾に対し、香港と同じ『一国二制度』による統一を呼び掛けました。この制度が実現不可能であることは現在の香港によって証明されており、北京政府の言葉を信用するのは難しいです。北京政府による『一国二制度』の提案は、絶対に受け入れられません。将来の選択肢にさえ入っていません」「台湾の一貫した立場は、『圧力に屈服せず、支持を得ながらも暴走しない』というものです」「民主主義、自由、人権は普遍的価値です。私共は北京当局に、香港やウイグルの人々への弾圧をやめるように呼び掛けていきます。日本も含めた民主主義陣営は、民主主義の価値を守るために今こそ団結すべきです」と述べており、武力を背景にした中国の覇権主義に対する毅然とした姿勢を強調し、民主主義陣営の団結を呼びかけた[15]。また2021年6月に日本政府が、新型コロナウイルス感染症対策のため、アストラゼネカ製ワクチンを台湾へ無償提供したことについては、「台湾のテレビ各局が（日本からのワクチン輸送を）中継で報じ、台湾の多くの国民が歓迎の意を込めて見守りました。私も飛行機が到着した様子を鮮明に覚えています。これも長期にわたっての友情が証明されたものであります。台湾が最も困難な時期に日本が援助の手を差し伸べてくださったことを、台湾の国民一同、心より、感謝しています」「『まさかの時の友こそ真の友』とはこのことです」とし、日本と台湾の「善の循環」を次の世代に繋いでいく決意を示した[18]。インタビューの件は台湾でも報じられ[16]、総統府は掲載号発売日の8月10日にインタビュー内容の全文（中国語）を公式サイトに公開した[17][19]。

## 批判を浴びた記事・スキャンダル
- 1999年12月号に掲載された「『第一勧銀巨額不良債権を暴く』」の記事において、第一勧業銀行（当時）に巨額の不良債権が存在するとの記事を掲載した。しかし、記事中に60数箇所もの間違いがあることや情報源を検証せずにずさんな取材を行っていたことが、週刊新潮・週刊ポストなど他メディアの報道で発覚。また、この記事を執筆した朝日新聞社記者が、朝日新聞の名刺で取材をしながら文藝春秋に記事を執筆したことが明らかになり、この記者は後にデータベースセクションに異動させられる事態となった。

- 2005年12月号に掲載された、笹幸恵「『バターン死の行進』女一人で踏破」の記事内容をめぐって「歴史を誤って伝えるものである」として、ユダヤ人人権団体のサイモン・ウィーゼンタール・センターから抗議を受けた[20]。